# Liste der Naturdenkmale in Söhlde
Die Liste der Naturdenkmale in Söhlde nennt die Naturdenkmale in der Gemeinde Söhlde im Landkreis Hildesheim in Niedersachsen.

## Naturdenkmale
| Bild | Bezeichnung | Ort, Lage                                                                                             | Beschreibung | Schutzzweck           | Nummer    |
| ---- | ----------- | --- | ------------ | --------------------- | --------- |
| BW   | Blutbuche   | Hoheneggelsen im Park des Altenheimes, südlich des Gebäudes (52° 12′ 39,9″ N, 10° 11′ 19,9″ O)        |              | Seltenheit, Schönheit | ND-HI 053 |
| BW   | Eibe        | Hoheneggelsen vor dem evangelischen Pfarrhaus Adenstedter Straße 4 (52° 12′ 33,8″ N, 10° 10′ 42,6″ O) |              | Schönheit             | ND-HI 107 |
| BW   | Linde       | Feldbergen 500 m nördlich von Feldbergen (52° 12′ 33,8″ N, 10° 10′ 42,6″ O)                           |              | Schönheit             | ND-HI 112 |
| BW   | Blutbuche   | Hoheneggelsen Wilhelm-Ohse-Weg / Hauptstraße (52° 12′ 39,2″ N, 10° 11′ 22,1″ O)                       |              | Schönheit, Seltenheit | ND-HI 357 |
| BW   | Platane     | Hoheneggelsen vor dem Altenheim (52° 12′ 43,6″ N, 10° 11′ 16,4″ O)                                    |              | Schönheit, Seltenheit | ND-HI 358 |